# Oroszlány
Oroszlány est une ville et une commune du comitat de Komárom-Esztergom en Hongrie. Située au Nord-Ouest des monts du Vértes, Oroszlány compte environ 20 000 habitants et sa principale attraction touristique est le monastère de Majk de l'ordre camaldule datant du XVIIIe siècle.

## Jumelages
La ville d'Oroszlány est jumelée avec :
- Kuhmo (Finlande)
- Šaľa (Slovaquie)
- Plochingen (Allemagne)
- Końskie (Pologne)